# Сафарі (фільм, 1956)
«Сафарі» (англ. Safari) — пригодницький фільм 1956 року режисера Теренса Янга та студії Warwick Films. Події відбуваються під час повстання Мау Мау в Кенії. Головні ролі зіграли Віктор Метьюр, Джанет Лі, Роланд Калвер, Джон Джастін та Ерл Кемерон. Віктор Метьюр та Джанет Лі були спеціально обрані на головні ролі, щоб залучити американську авдиторію — і актори, і зіграні ними персонажі, є американцями.

## Сюжет
Поки американський «великий білий мисливець» Кен Даффілд (Віктор Метьюр) веде сафарі, повстанці Мау Мау атакують його ферму, вбиваючи робітників та худобу. Маленький син Даффілда Чарлі та тітка Мей захищають будинок від масової атаки, але вони не знають, що Джерог (Ерл Кемерон), який працює у них, насправді є генералом Мау Мау. Джерог вбиває тітку Мей мачете, а Чарлі — впритул рушницею.
Припускаючи, що Даффілд може використати свій мисливський досвід, щоб вистежити та помститися Джерогу та терористам загалом, поліція супроводжує його до Найробі та відкликають ліцензію на полювання..
В Найробі, Даффілд збирає інормацію про Джерога від своїх африканських друзів. Він отримує шанс помститися, коли багатий сер Вінсент Бремптон (Роланд Калвер) у супроводі свого лакея Брайана (Джон Джастін) та молодої американської трофейної нареченої Лінди (Джанет Лі) прибуває до Найробі. Бремптон хоче найняти Даффілда, щоб той допоміг провести сафарі, під час якого сер Вінсент зміг би вбити легендарного лева-людожера, якого називають «Гатарі» (суахілі означає «ризикований» або «небезпечний»). Даффілд знає, що Хатарі мешкає в місцевості, де часто переховуються Мау Мау. Він погоджується на пропозицію, і сер Вінсент використовує свій вплив, щоб повернути Даффілду ліцензію на полювання.
На сафарі сер Вінсент бере помічників місцевих: зі своїм Єрусалима (Орландо Мартінс) та Одонго (Джума). Під час полювання трапляється кілька інцидентів: сер Вінсент підозрює, що Даффілд не зацікавлений у полюванні на левів, що тільки підтверджується, коли Даффілд несподівано приєднується до поліції у перестрілці з Мау Мау. Крім того, група з часом знаходить шпигуна Мау Мау у своїх лавах, Лінда потрапляє в небезпечну історії з крокодилами, а сер Вінсент врешті решт сходить з розуму, одержимий вбивством Гатарі. Це все підсилюється поліцейським радіоповідомленням, про 200 в'язнів з Мау Мау, які втекли та прямують до місцевості, де проходить сафарі Даффілда, щоб зустрітись з Джерогом.
Врешті, сер Вінсент остаточно втрачає розум, та стикається з Гатарі: йому вдається вбити лева, але сам він смертельно поранений.
Під час повернення до Найробі, група вступає в нерівний бій з Мау Мау, але Одонго вдається вчасно покликати на допомогу поліцію. Герої відбиваються від терористів, а Даффілд нарешті отримує нагоду, та вбиває Джерога.

## У ролях
- Віктор Метьюр — Кен Даффілд
- Джанет Лі — Лінда Летем
- Джон Джастін — Брайан Сінден
- Роланд Калвер — сер Вінсент Бремптон
- Лайм Редмонд — Рой Шоу
- Ерл Кемерон — Джерог
- Орландо Мартінс — Єрусалім
- Джума — Одонго

## Створення фільму
Спочатку, головну жіночу роль мала виконувати Ронда Флемінг, а на роль Даффілда, продюсери Ірвінг Аллен та Альберт Брокколі бажали залучити Гемфрі Богарта.
Віктор Метьюр підписав контракт на два фільми з Warwick Films, і таким чином отримав головну роль. Пізніше він зіграв головну роль у фільмі «Зарак».
Павільйонні зйомки розпочалися 1 серпня 1955 року в Elstree Studios у Лондоні. Через п'ять тижнів почались зйомки в Кенії.
Фільм знімався в одночасно з фільмом Джона Гіллінга «Одонго» — обидва фільми пов'язані персонажем Одонго, якого зіграв занзібарський актор Джума. В інтерв'ю в 1997 році Джанет Лі згадувала, що під час зйомок група дійсно мала конфлікт з Мау Мау.
Бюджет фільму склав 299 609 фунтів стерлінгів, а також гонорари за [[Victor Mature|Віктор Метьюраїї, Джанет Лі, Ірвінга Аллена та Альберта Брокколі

## Сприйняття
Прем'єра фільму відбулася 6 квітня 1956 року в кінотеатрі Empire в Лондоні. Рецензія від The Times була не дуже схвальною:
«Немає нічого помпезного в тому, що такий неприємний епізод, як діяльність терористів Мау Мау в Кенії, є основою для британського розважального фільму. Також викликає питання наратив, згідно з яким, американський персонаж, якого грає американський актор, є головним героєм і показаний єдиним, хто здатний вирішувати проблемні ситуації. І нарешті, невже є ті, хто відчуває себе абсолютно комфортно, коли бачить на екрані, як вбивають слона, лева чи носорога. Можна лише сподіватись, що ці сцени були підроблені, щоб схвилювати глядачів. Врешті, фільм залишає неприємний присмак у роті».

## Цікаві факти
- «Кенійські фільми» студій Warwick Films, «Сафарі» та «Одонго», пов'язані персонажем, хлопцем, на ім'я Одонго, якого зіграв актор Джума.
- У 1962 році вийшов романтичний пригодницький фільм Говарда Гоукса «Гатарі!», своєю назвою та тематикою пов'язаний з «Сафарі». На відміну від «Сафарі» головні герої полюють на тварин не заради вбивства, а виконуючи замовлення зоопарків, а тема помсти поступилась історії кохання.